# Ceratinops
Genre
Ceratinops est un genre d'araignées aranéomorphes de la famille des Linyphiidae.

## Distribution
Les espèces de ce genre se rencontrent aux États-Unis et au Canada.

## Liste des espèces
Selon World Spider Catalog (version 24.5, 29/09/2023) :
- Ceratinops annulipes (Banks, 1892)
- Ceratinops carolinus (Banks, 1911)
- Ceratinops crenatus (Emerton, 1882)
- Ceratinops inflatus (Emerton, 1923)
- Ceratinops latus (Emerton, 1882)
- Ceratinops littoralis (Emerton, 1913)
- Ceratinops obscurus (Chamberlin & Ivie, 1939)
- Ceratinops rugosus (Emerton, 1909)
- Ceratinops sylvaticus (Emerton, 1913)

## Systématique et taxinomie
Ce genre a été décrit par Banks en 1905 dans les Theridiidae.

## Publication originale
- Banks, 1905 : « Synopses of North American invertebrates. XX. Families and genera of Araneida. » The American Naturalist, vol. 39, p. 293-323 (texte intégral).